# 삼기능 가설

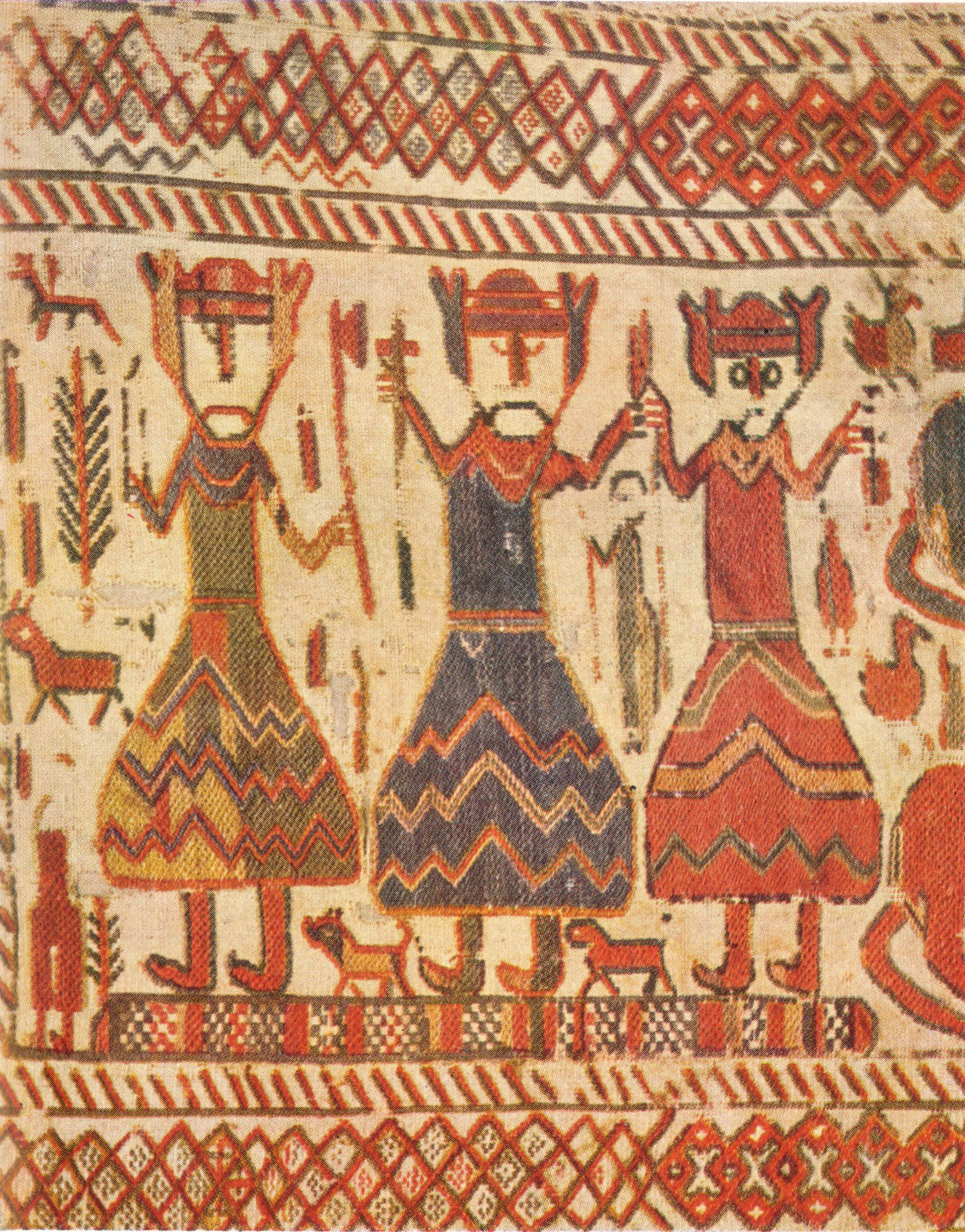
12세기 스웨덴 스코그 태피스트리의 이 부분은 좌측부터 외눈박이 오딘, 망치를 든 토르, 밀을 들고 있는 프레이를 보여주는 것으로 해석되었다. 테르예 라이렌은 이 집단이 삼기능적 분할과 밀접하게 일치한다고 믿는다.

선사 원시 인도유럽 사회의 삼기능 가설은 세 가지 사회 계급 또는 카스트—성직자, 전사, 그리고 평민(농부 또는 상인)—의 존재에 반영된 삼분할 이데올로지("idéologie tripartite")를 가정하며, 이는 각각 신성한, 군사적, 그리고 경제적인 세 가지 기능에 해당한다. 삼기능 가설은 주로 프랑스인 신화학자 조르주 뒤메질과 관련이 있으며, 그는 1929년 저서 Flamen-Brahman에서 이를 제안했고, 이후 미트라-바루나에서도 제안했다.

## 삼분할
조르주 뒤메질 (1898–1986)에 따르면, 원시 인도유럽 사회는 세 가지 뚜렷한 기능에 해당하는 세 가지 주요 집단을 가졌다:
- 주권: 두 개의 뚜렷하고 상호보완적인 하위 부분으로 나뉜다.
  - 하나는 형식적이고 법률적이며 사제적이지만 세속적인 것
  - 다른 하나는 강력하고 예측 불가능하며 사제적이지만 초자연적 세계에 뿌리를 둔 것
- 군대: 힘, 군사, 그리고 전쟁과 관련됨.
- 생산성: 목축, 농업, 그리고 수공예; 다른 두 계층에 의해 지배됨.

원시 인도유럽 신화에서 각 사회 집단은 자신들을 대표하는 신 또는 신들의 가족을 가지고 있었고, 신 또는 신들의 기능은 그 집단의 기능과 일치했다. 이러한 많은 구분은 인도유럽 사회의 역사에서 나타난다.
- 남부 러시아: 베르나르 세르장은 인도유럽어족을 남부 러시아의 특정 고고학 문화와 연관시키고 삼기능을 바탕으로 인도유럽 종교를 재건한다.[4]
- 초기 발트 사회: 노르베르타스 벨리우스는 그의 저서 Senovės baltų pasaulėžiūra (고대 발트 세계관)에서 세 계급과 세 지역을 식별했다. 사제 계급은 프로이센에 집중되어 있었고, 전사 계급은 외곽 고지대에서 두드러졌으며, 농업 계급은 중간 평야에서 우세했다.
- 초기 게르만 사회: 뒤메질은 게르만 왕, 전사 귀족 계층, 그리고 일반 자유민 간의 구분을 식별했다.[5]
- 노르드 신화: 오딘 (주권), 튀르 (법과 정의), 반 신족 (다산).[6][7][note 1] 오딘은 죽음의 신으로 해석되었으며[9] 화장과 관련되어 있고,[10] 또한 황홀경적 관습과도 연관되었다.[11][10]
- 고전 고대 그리스: 플라톤의 국가에서 소크라테스가 묘사한 이상 사회의 세 구분. 베르나르 세르장은 그리스 서사시, 서정시, 극시에서 삼기능 가설을 연구했다.[12]
- 인도: 세 가지 힌두 카스트, 브라만 또는 사제; 크샤트리야, 전사와 군인; 그리고 바이샤, 농업인, 가축 사육인, 상인. 네 번째 인도 카스트인 수드라는 농민 또는 농노이다.

## 수용
이 가설의 지지자로는 에밀 뱅베니스트, 베르나르 세르장, 이아로슬라프 레베딘스키와 같은 학자들이 있으며, 레베딘스키는 "기본적인 아이디어가 설득력 있게 입증된 것 같다"고 결론 내린다.
이 가설은 인도유럽학 분야 외에서도 미르체아 엘리아데, 클로드 레비스트로스, 마셜 살린스, 로드니 니덤, 장 피에르 베르낭, 조르주 뒤비와 같은 일부 신화학자, 인류학자, 역사가들에게 받아들여졌다.
반면에, 니콜라스 앨런은 삼분할이 사회 자체에서 사용된 조직 원리라기보다는 인위적인 요소이자 선택 효과일 수 있다고 결론 내린다. 벤저민 W. 포트슨은 뒤메질이 세 기능 간의 경계를 모호하게 했고, 그가 제시한 예시들이 종종 모순되는 특징을 가졌다는 인식이 있다고 보고하며, 이로 인해 비판자들이 그의 범주가 존재하지 않는다고 거부하게 되었다고 언급한다. 존 브로는 인도유럽 사회 외부에서도 사회적 구분이 흔하며, 따라서 이 가설은 선사시대 인도유럽 사회를 밝히는 데 제한적인 유용성만을 가진다고 추측한다. 크리스티아노 그로타넬리는 뒤메질의 삼기능주의가 현대 및 중세 맥락에서는 나타날 수 있지만, 초기 문화에 대한 투영은 잘못된 것이라고 주장한다. 벨리에는 강력하게 비판적이다.
이 가설은 역사가 카를로 긴츠부르그, 아르날도 모밀리아노 및 브루스 링컨에 의해 뒤메질의 정치적 우파에 대한 공감에 기반을 둔 것으로 비판받았다. 기 스트럼사는 이러한 비판이 근거 없다고 본다.

## 같이 보기
- 아르타샤스트라
- 비교신화학
- 유럽 신분제
- 신화학
- 원시 인도유럽 종교
- 원시 인도유럽 사회
- 삼위일체
- 삼상신

### 설명주
1. ↑  테르예 라이렌은 삼기능 분류에 해당할 수 있는 또 다른 노르드 신 그룹을 구분한다: 사제와 마법사의 수호신으로서의 오딘, 전사의 토르, 그리고 다산과 농업의 프레이.[8]

### 참조주
1. ↑  장 부아셀에 따르면, 인도유럽 삼기능주의에 대한 최초의 설명은 뒤메질이 아닌 고비노에 의해 이루어졌다. (링컨, 1999, p. 268, 아래 참조).
2. 1 2  Dumézil, G. (1929). Flamen-Brahman. 뒤메질의 삼기능주의를 콜럼버스 이전 유카탄 마야 사회에 적용하는 연구는 다음과 같다: Lincoln, Charles E., (1990) Ethnicity and Social Organization at Chichen Itza, Yucatan, Mexico. (하버드 대학교 인류학과 박사 학위 논문) 지도 교수 Mathews, Peter, and Gordon R. Willey; Lincoln, Charles E. (1986.) "The Chronology of Chichen Itza: A Review of the Literature." Pages 141–156 in Late Lowland Maya Civilization: Classic to Postclassic, edited by Jeremy A. Sabloff and E. Wyllys Andrews V. Albuquerque: University of New Mexico Press.
3. 1 2  Dumézil, G. (1940). Mitra-Varuna, Presses universitaires de France.
4. ↑  Bernard Sergent, Les Indo-Européens. Histoire, langues, mythes. Payot, Paris 1995. ISBN 2-228-88956-3.
5. ↑  Dumézil, Georges (1958). "The Rígsþula and Indo-European Social Structure." In: Gods of the Ancient Northmen. Ed. Einar Haugen, trans. John Lindow. University of California Press, Berkeley 1973. ISBN 0-520-03507-0.
6. ↑  Turville-Petre 1964, 103쪽.
7. ↑  Polomé 1970, 58—59쪽.
8. ↑  Leiren, Terje I. (1999), From Pagan to Christian: The Story in the 12th-Century Tapestry of the Skog Church
9. ↑  de Vries 1970, 93쪽.
10. 1 2  Davidson 1990, 147쪽.
11. ↑  de Vries 1970, 94–97쪽.
12. ↑  In the monograph Les trois fonctions indo-européennes en Grèce ancienne. Vol. 1: De Mycènes aux Tragiques. Économica, Paris 1998. ISBN 2-7178-3587-3.
13. ↑  Lebedynsky, I. (2006). Les Indo-Européens, éditions Errance, Paris
14. ↑  Lincoln, B. (1999). Theorizing myth: Narrative, ideology, and scholarship, p. 260 n. 17. University of Chicago Press, ISBN 978-0-226-48202-6.
15. ↑  Allen, N. J. Bryn Mawr Classical Review 2007.10.53
16. ↑  Benjamin W. Fortson. Indo-European Language and Culture: An Introduction p. 32
17. ↑  Gonda, J. (1974). Dumezil's Tripartite Ideology: Some Critical Observations. The Journal of Asian Studies, 34 (1), 139–149, (Nov 1974).
18. ↑  Lindow, J. (2002). Norse mythology: a guide to the Gods, heroes, rituals, and beliefs, p. 32. Oxford University Press, ISBN 978-0-19-515382-8.
19. ↑  Grottanelli, Cristiano. Dumézil and the Third Function. In Myth and Method.
20. ↑  Belier, W. W. (1991). Decayed Gods: Origin and Development of Georges Dumézil's Idéologie Tripartite, Leiden.
21. ↑  Wolin, Richard. The seduction of unreason: the intellectual romance with fascism, p. 344
22. ↑  Arvidsson, Stefan. Aryan idols: Indo-European mythology as ideology and science, p. 3
23. ↑  Stroumsa, Guy G. (1998). 《Georges Dumézil, Ancient German Myths, and Modern Demons》 (PDF). 《Zeitschrift für Religionswissenschaft (Journal of Religious Studies)》 6. 125–136쪽. 2011년 6월 10일에 원본 문서 (PDF)에서 보존된 문서. 2009년 11월 3일에 확인함.